# Општина Маловац
Општина Маловац (рум. Comuna Malovăț) је општина у жупанији Мехединци на југозападу Румуније. Седиште општине је насеље Маловац. Према попису из 2021. године имала је 2.618 становника.

## Географија
Општина Маловац се налази на југозападу Румуније у историјској области Олтенија. Простире се на површини од 78,40 . Границе општине су следеће:
- На северу — општина Иловац
- На северозападу — општина Балванешти
- На југозападу — општина Извору Барзиј
- На југу — општина Шимијан
- На југоистоку — општина Хусничоара
- На североистоку — општина Шишешти

## Становништво
| 1992. | 2002. | 2011. | 2021. |
| ----- | ----- | ----- | ----- |
| 3.261 | 3.005 | 2.780 | 2.618 |

Општина Маловац је према попису из 2021. године имала 2.618 становника што је за 162 мање (-5,83%) у односу на попис из 2011. на ком је било 2.780 становника.
На попису из 2021. већину становништва су чинили Румуни (93,51%).
| Етнички састав према попису из 2021.‍ | Етнички састав према попису из 2021.‍ | Етнички састав према попису из 2021.‍ | Етнички састав према попису из 2021.‍ | Етнички састав према попису из 2021.‍ |
| ------------------------------------ | ------------------------------------ | ------------------------------------ | ------------------------------------ | ------------------------------------ |
|                                      |                                      |                                      |                                      |                                      |
| Румуни                               | Румуни                               |                                      | 2.448                                | 93,51%                               |
| Остали и непознато                   | Остали и непознато                   |                                      | 170                                  | 6,49%                                |

### Насеља
Општина се састоји из седам насеља, 23 август, Барда, Бобаица, Колибаши, Лазу, Маловац и Негрешти. Седиште општине и највеће насеље је Маловац.
| Насеље                  | Румунски назив | Становништво | Становништво |
| Насеље                  | Румунски назив | 2011.        | 2021.        |
| ----------------------- | -------------- | ------------ | ------------ |
| Доуазечи ши Треј Аугуст |                | 325          | 323          |
| Барда                   |                | 331          | 267          |
| Бобаица                 |                | 368          | 331          |
| Колибаши                |                | 456          | 401          |
| Лазу                    |                | 114          | 106          |
| Маловац                 |                | 1.025        | 1.082        |
| Негрешти                |                | 161          | 108          |
| Општина Маловац         |                | 2.780        | 2.618        |